# Digi Sport 3
Digi Sport 3 HD este un post de televiziune sport lansat pe 27 august 2011 și al treilea post de sport al RCS & RDS după Digi Sport si Digi Sport 2. Transmite știri, rezumate și meciuri ale mai multor competiții sportive. Postul de televiziune transmite in format HD.
Din 20 decembrie 2012 Digi Sport 3 a început să difuzeze și mai multe știri și rezumate afișate ca o fereastră pe ecranul videotext.
Din 12 mai 2015 a fost lansată o versiune HD a canalului.

## Emisiuni
Digi Sport 3 difuzează trei emisiuni, restul programului fiind ocupat de competiții sportive  și de evenimente de acest tip:
- Știrile DIGI Sport
- Digi Sport Show
- Gimnastica de dimineață